# مشت‌های نزار خود را مانند آنتن به سوی بهشت بلند کنید
مشت‌های نزار خود را مانند آنتن به سوی بهشت بلند کنید (که بیشتر به مشت های نزارتان را بلند کنید یا LYSF کوتاه می‌شود) یا در اسپانیولی Levez Vos Skinny Fists Comme Antennas to Heaven در پشت روگرفت‌های فیزیکی نوشته می‌شد، دومین آلبوم استودیویی گروه پست راک کانادایی گادسپید یو! بلک امپرور است که به شکل یک آلبوم دوگانه در ۹ اکتبر ۲۰۰۰ بر روی صفحه گرامافون (وینیل) توسط کانستلیشن رکوردز و ۸ نوامبر ۲۰۰۰ بر روی سی دی توسط کرنکی منتشر شد.

## ساختار و جزئیات
چهار آهنگ در «مشت‌های نزار خود را مانند آنتن به سوی بهشت بلند کنید» دارای بخش‌های (موومان) داخلی هستند که به صورت جداگانه نامگذاری شده‌اند. بیشتر آهنگ‌ها، به جز گفتارهای نمونه‌برداری شده در دقیقه نخست آهنگ «Moya Sings 'Baby-O'. . " بی‌کلام هستند. صداهای نمونه‌گیری شده، بیشتر برای فرستادن برخی پیام‌های طنز، سیاسی یا شاعرانه استفاده شده‌اند. صفحه‌های درون روگرفت وینیل منتشر شده توسط کانستیلیشن دارای نموداری است که برای نشان دادن طول نسبی بخش‌ها در چهار آهنگ استفاده شده‌است. هر بخش توسط افریم مناک، به عنوان یک بلوک مستطیلی ترسیم می‌شود که طول آن با نسبت زمان آهنگ تعیین می‌شود. برخی از بلوک‌ها کمی به سمت بالا جابجا می‌شوند تا شدت بیشتر آهنگ را نشان دهند.
نقاشی‌های روی جلد از کتاب «یادداشت‌هایی به دوست؛ گوش دادن بی‌صدا شماره ۲» ویلیام شاف از مجموعه‌ای از کتاب‌های کوچک [شاف] که در پایان دهه ۹۰ و آغاز سده بیست و یکم منتشر شد، گرفته شده‌است. .

## بازخورد
| بررسی جمعی        | بررسی جمعی |
| منبع              | رتبه‌بندی   |
| ----------------- | ---------- |
| متاکریتیک         | 84/100     |
| بررسی انتقادی     |            |
| منبع              | رتبه‌بندی   |
| AllMusic          | [ ۶ ]      |
| Alternative Press | 5/5        |

در متاکریتیک، آلبوم بر پایه ۱۳ بازخورد، امتیاز ۸۴ را به دست آورده‌است که نشان دهنده "تحسین همگانی" است. پیچفورک آلبوم را "اثری سترگ و دردناک زیبا نامید و نخستین سی‌دی را به عنوان "تصحیح صدایی که در ای‌پی Slow Riot آمده بود" توصیف کرد، در حالی که دیسک دوم را "با لحظاتی از شوگیزینگ، درام‌های سبک‌تر راک و اوج‌های بی‌ملاحظه» خواند. آلترناتیو پرس آن را "یک تلاش بزرگ در موسیقی بی‌کلام" نامید که "به همان اندازه ماهرانه و موزیکال است که در حین پروازهای بداهه، کثیف است". ای. وی کلاب آلبوم را «به اندازه روگرفت‌های پیشین خود زیبا و خلع سلاح کننده» نامید. تاینی میکس تپز آلبوم را «بسامد هیپنوتیزمی و گیرا، خواب آلود و تکان دهنده» نامید و صداهای آن را «پینک فلویدی بسیار ظریف تر» خواند. آستین کرونیکل آن را «سینمایی» و «در زیبایی باشکوهش نفس‌گیر» خواند.
این آلبوم همچنین در فهرست‌های موسیقی پایان سال و دهه نیز قرار گرفت. مگنت آن را در فهرست "۲۰ آلبوم سال ۲۰۰۰" خود قرار داد. ان‌ام‌ئی آن را در رتبه ۱۶ در «۵۰ آلبوم برتر سال» خود قرار داد. اسپاتنیک موزیک آن را ششمین آلبوم برتر دهه ۲۰۰۰ معرفی کرد. پیچفورک آن را پنجمین آلبوم برتر سال و شصت و پنجمین آلبوم برتر دهه معرفی کرد. پیچفورک همچنین نخستین موومان آهنگ "طوفان" را در رتبه ۲۸۳ در فهرست "۵۰۰ آهنگ برتر دهه ۲۰۰۰" خود قرار داد. Tiny Mix Tapes آن را در فهرست "۱۰۰ آلبوم مورد علاقه ۲۰۰۰–۲۰۰۹" خود در رتبه هفتم قرار داد. مجله LAS آلبوم را در رده چهاردهم آلبوم‌های برتر دهه قرار داد. مجله گیگوایز (Gigwise) آلبوم را در فهرست ۵۰ آلبوم برتر خود در دهه ۲۰۰۰ قرار داد. در بررسی بیستمین سالگرد فرهنگ پاپ از سال ۲۰۰۰، ای. وی کلاب قطعه ای را در این آلبوم به عنوان یکی از «ضبط‌های دائمی» خود منتشر کرد و اندرو پل، منتقد، نوشت که گوش دادن به آن در سده بیست و یکم مانند گوش دادن به یک «پیشگویی» است. بررسی اجمالی بی‌بی‌سی در سال ۲۰۲۰ از آلبوم‌های دوگانه، این آلبوم را به‌عنوان «گزینه افتخاری» برای ضبط‌های که شنوندگان باید بشنوند، فهرست کزد. مجله پیست این آلبوم را در فهرست ۵۰ آلبوم پست راک تمام دوران خود در رتبه ۶ قرار داد.

## فهرست آهنگ‌ها
آلبوم شامل چهار قطعه پیوسته بر روی لوح فشرده‌است که به دو سی دی تقسیم شده‌اند.
| لوح ۱      | لوح ۱ | لوح ۱                                    |
| شماره      | نام | مدت                                      |
| ---------- | --- | ---------------------------------------- |
| ۱.         | «Storm" - "Lift Yr. Skinny Fists, Like Antennas to Heaven..." - "Gathering Storm" / "Il Pleut à Mourir [+Clatters Like Worry]" - "'Welcome to Arco AM/PM...' [L.A.X.; 5/14/00]" - "Cancer Towers on Holy Road Hi-Way» | ۲۲:۳۲ - ۶:۱۵ - ۱۱:۱۰ - ۱:۱۵ - ۳:۵۲       |
| ۲.         | «Static" - "Terrible Canyons of Static" - "Atomic Clock." - "Chart #3" - "World Police and Friendly Fire" - "[...+The Buildings They Are Sleeping Now]»                                                               | ۲۲:۳۵ - ۳:۳۴ - ۱:۰۹ - ۲:۳۹ - ۹:۴۸ - ۵:۲۵ |
| مجموع مدت: | مجموع مدت: | ۴۵:۰۷                                    |

| لوح ۲      | لوح ۲ | لوح ۲                                                  |
| شماره      | نام | مدت                                                    |
| ---------- | --- | ------------------------------------------------------ |
| ۳.         | «Sleep" - "Murray Ostril: '...They Don't Sleep Anymore on the Beach...'" - "Monheim" - "Broken Windows, Locks of Love Pt. III." / "3rd Part» | ۲۳:۱۷ - ۱:۱۰ - ۱۲:۱۴ - ۹:۵۳                            |
| ۴.         | «Like Antennas to Heaven..." - "Moya Sings 'Baby-O'..." - "Edgyswingsetacid" - "[Glockenspiel Duet Recorded on a Campsite in Rhinebeck, N.Y.]" - "'Attention...Mon Ami...Fa-Lala-Lala-La-La...' [55-St. Laurent]'" - "She Dreamt She Was a Bulldozer, She Dreamt She Was Alone in an Empty Field" - "Deathkamp Drone" - "[Antennas to Heaven...]» | ۱۸:۵۷ - ۱:۰۰ - ۰:۵۸ - ۰:۴۶ - ۱:۱۸ - ۹:۴۳ - ۳:۰۹ - ۲:۰۲ |
| مجموع مدت: | مجموع مدت: | ۴۲:۱۴                                                  |

## سازندگان

### گادسپید یو! بلک امپرور
- آیدان گیرت - درام
- بروس کاودرون - درام
- دیوید برایانت - گیتار
- افریم منوک - گیتار الکتریک
- مائورو پزنته - گیتار بیس
- نورسولا جانسون - ویولن سل
- راجر تلیر - گیتار
- تیری آمار - گیتار بیس

دیگرنوازندگان
- آلفونس - شیپور
- برایان - شیپور